# لشك الفتيرية
اللشك الفتيرية (الاسم العلمي:Phtheirichthys) هي جنس من الأسماك يتبع فصيلة اللشكية من الرتبة الفرخيات.

## أنواع
هذا الجنس من الأسماك له نوع وحيد هو:
- لشك خطي (الاسم العلمي:Phtheirichthys lineatus)